# Romain Dumas

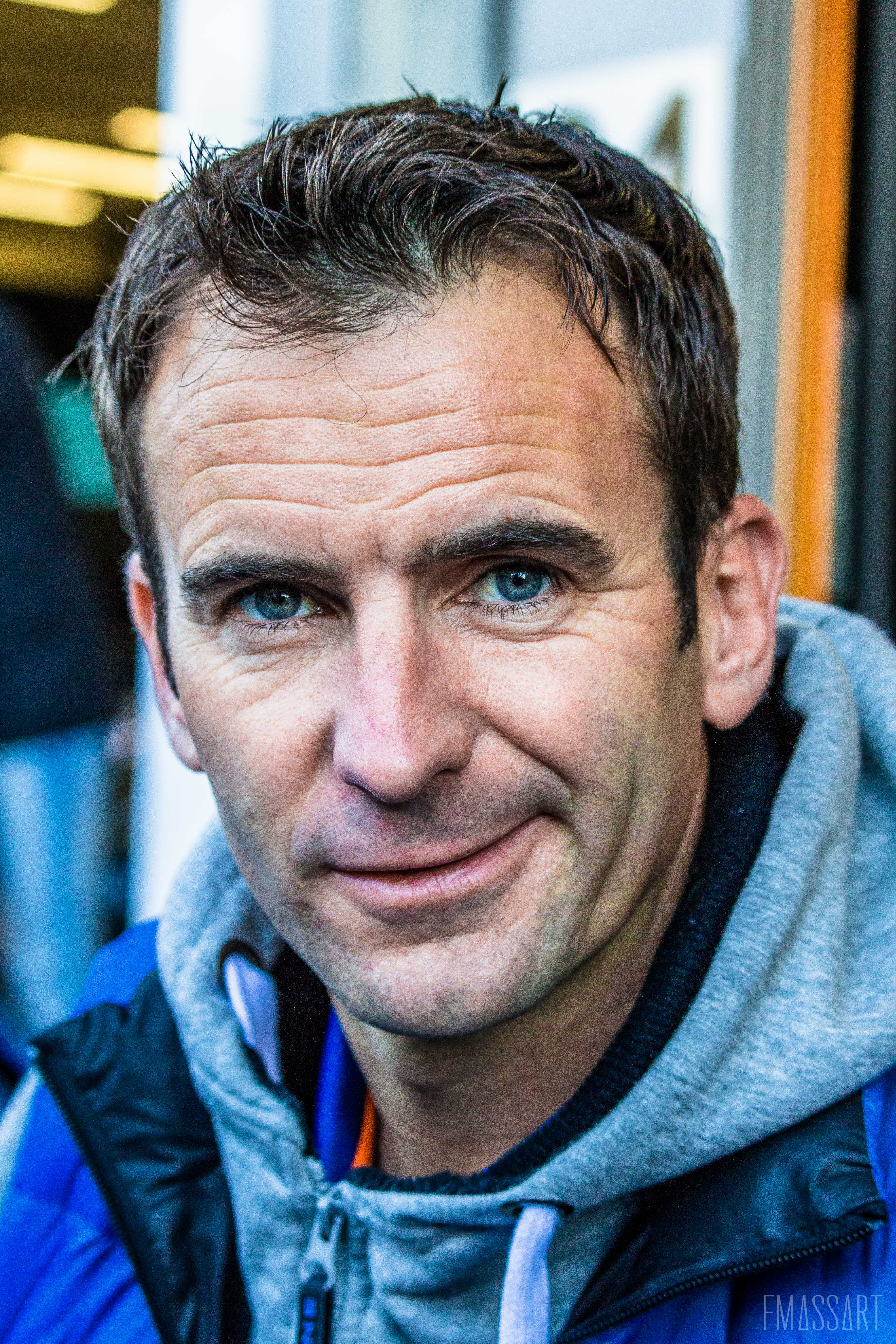
Romain Dumas (2019)

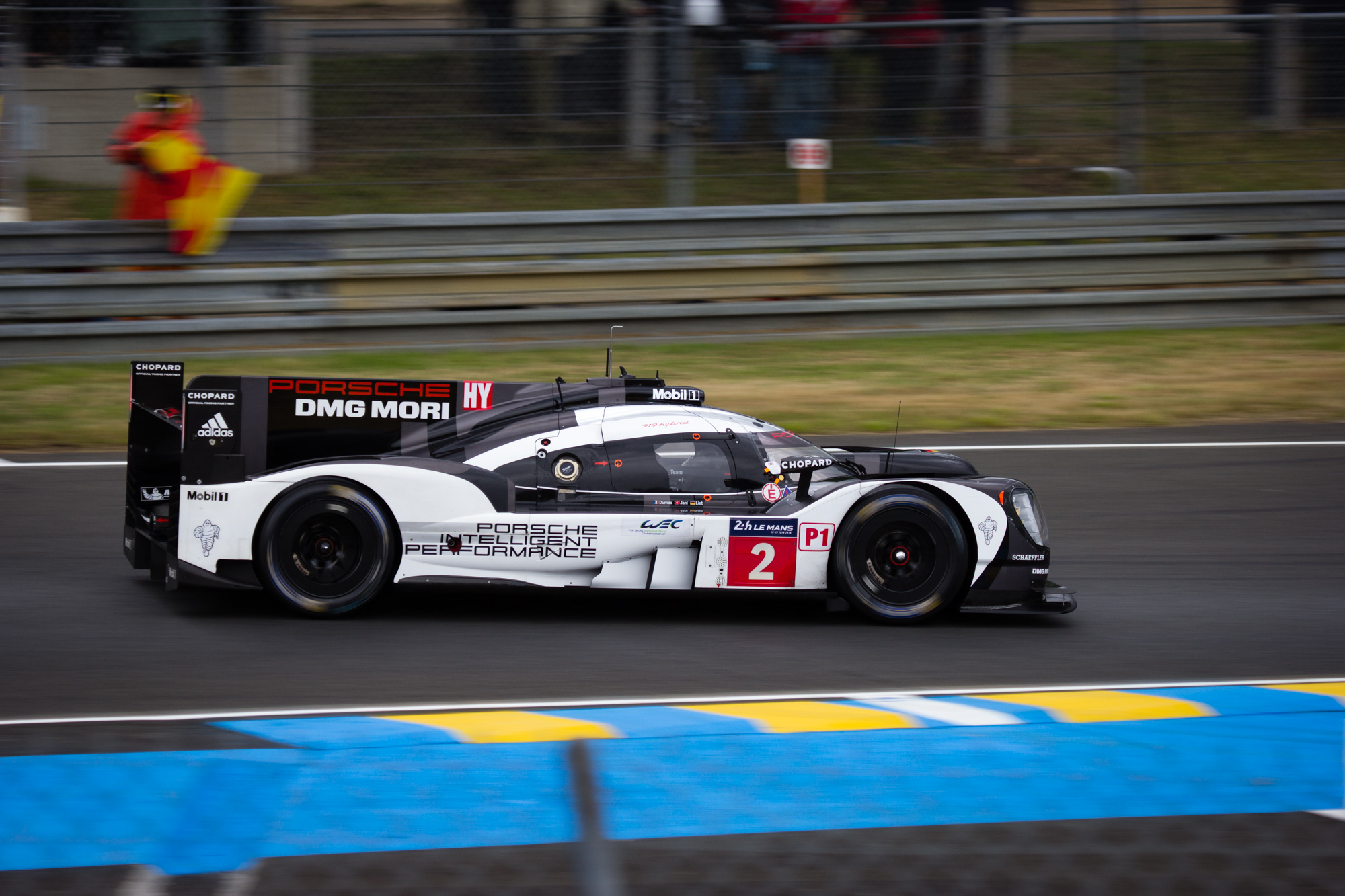
Der Porsche 919 Hybrid von Neel Jani, Marc Lieb und Romain Dumas beim 24-Stunden-Rennen von Le Mans 2016

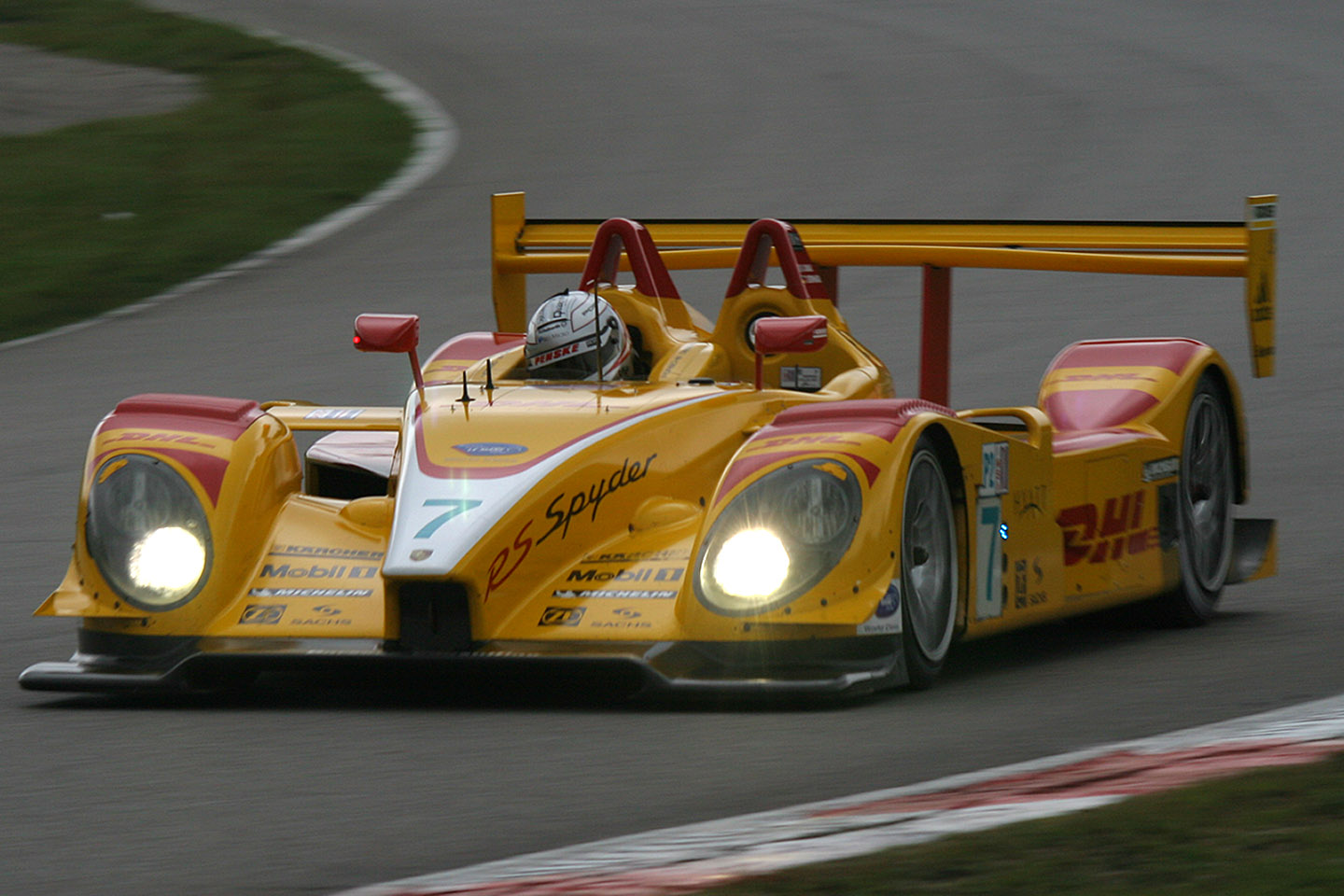
Romain Dumas im Porsche RS Spyder 2007

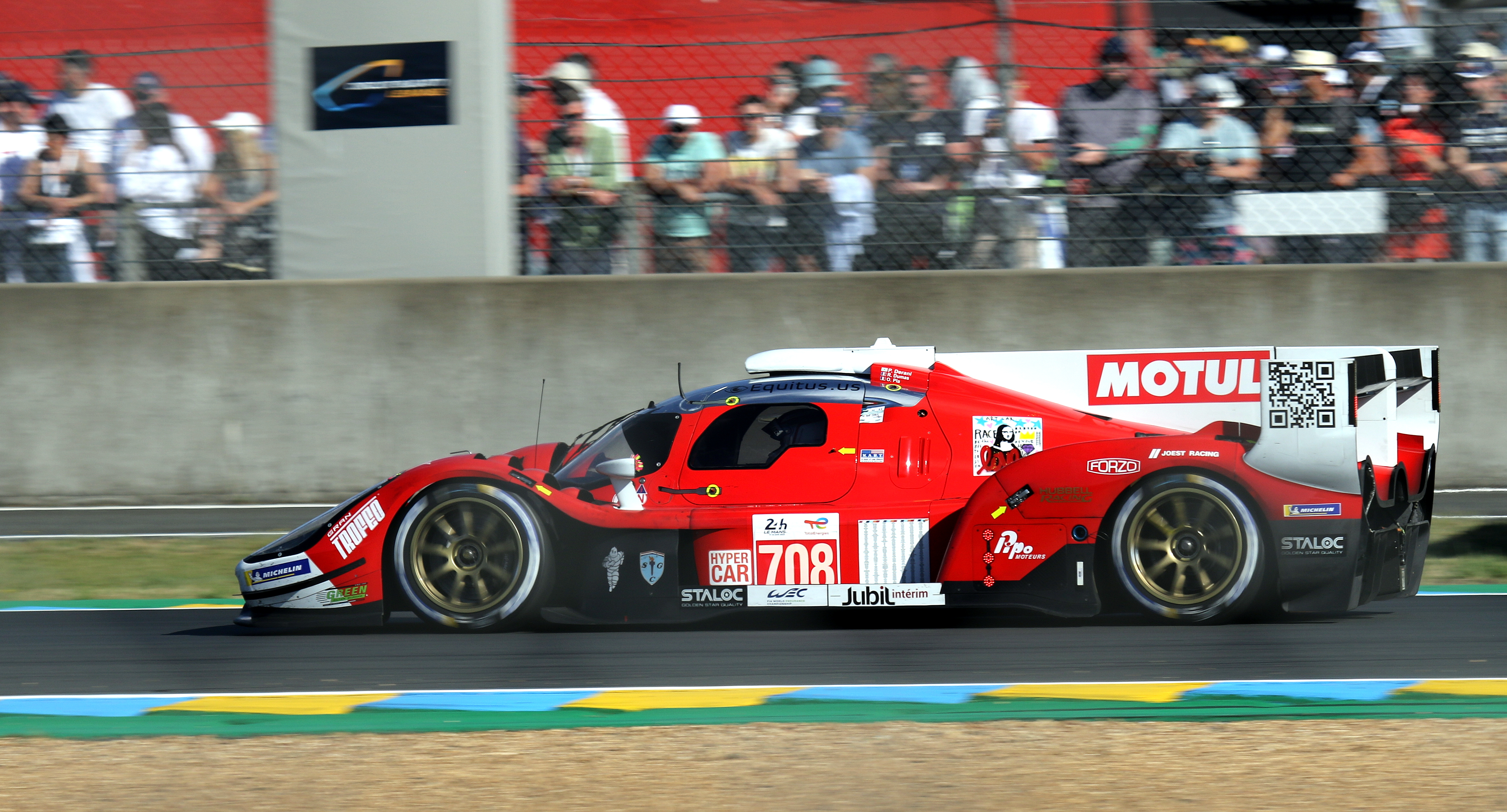
Der von Romain Dumas beim 24-Stunden-Rennen von Le Mans 2022 gefahrene Glickenhaus SCG 007 LMH

Romain Dumas (* 14. Dezember 1977 in Alès) ist ein französischer Automobilrennfahrer.
Dumas startete 1992 mit dem Kartsport, bevor er 1996 in den Formelsport wechselte und in der französischen Formel Renault an den Start ging. 1998 nahm er an der französischen Formel-3-Meisterschaft teil. Romain Dumas war zusammen mit Marc Lieb und Neel Jani FIA-Langstrecken-Weltmeister der Saison 2016.

## Karriere

### Monopostosport
Er testete für das Team Oreca 1999 einen Formel-3000-Monoposto und 2002 einen Renault F1. 2004 testete er für das Champ-Car-Team Conquest Racing. Er fuhr aber in keiner dieser Formel-Serien ein Rennen.
In den Jahren 2001 und 2002 startete er in der Formel-3000-Euroserie.

### Sportwagenrennen
Seit 2001 startete er bei jedem 24-Stunden-Rennen von Le Mans, wo er 2010 gemeinsam mit Timo Bernhard und Mike Rockenfeller den Gesamtsieg im Audi R15 TDI errang. Im Jahr 2004 wechselte er in die American Le Mans Series und fuhr für Alex Job Racing in der GT2-Kategorie. Ab 2006 startete er für Penske Racing in einem Porsche RS Spyder und gewann 2007 die Fahrerwertung der LMP2-Klasse zusammen mit Timo Bernhard.
In den Jahren 2007, 2008 und 2009 siegte er beim 24-Stunden-Rennen auf dem Nürburgring zusammen mit Timo Bernhard, Marc Lieb und Marcel Tiemann für das Team Manthey Racing.
Dumas ist seit vielen Jahren Werksfahrer bei Porsche und blieb dies auch während seiner Sportwagenzeit bei Joest Racing für Audi. Seit 2013 fuhr er wieder ausschließlich für Porsche und pilotierte den Porsche 919 Hybrid in der FIA-Langstrecken-Weltmeisterschaft.
Am 25. November 2016 gab Porsche bekannt, dass Romain Dumas und sein Teamkollege Marc Lieb zum Saisonende 2016 aus dem LMP1-Team mit den beiden Le-Mans-Prototypen 919 Hybrid ausscheiden und innerhalb von Porsche neue Aufgaben übernehmen würden. Damit endete seine lange Karriere als Porsche-Werksfahrer.

### Pikes Peak
In den Jahren 2014/16/17 gewann er mit Fahrzeugen von Norma Auto Concept das Bergrennen Pikes Peak International Hill Climb.
Im März 2018 gab Volkswagen bekannt mit einem Elektro-Rennwagen am 96. Pikes Peak International Hill Climb in der unlimitierten Klasse mit Romain Dumas als Fahrer teilzunehmen Beim Sieg am 24. Juni 2018 stellte er im Volkswagen I.D. R Pikes Peak mit 7 Minuten und 57 Sekunden einen neuen Rekord auf.

### Nordschleife
Auf der Nordschleife hält Romain Dumas seit Juni 2019 mit dem VW I.D. R Pikes Peak, die Rekordzeit für Elektrofahrzeuge (6:05,336 Minuten, Durchschnittsgeschwindigkeit 206,96 km/h).

### Goodwood Festival of Speed
Beim Hill Climb Shootout des Goodwood Festival of Speed hielt Romain Dumas ab 2019 mit dem VW I.D. R Pikes Peak den Streckenrekord von 39,9 Sekunden bis dieser im Jahr 2022 von Max Chilton in einem McMurtry Spéirling mit einer Zeit von 39,08 Sekunden gebrochen wurde.

## Statistik

### Le-Mans-Ergebnisse
| Jahr | Team                     | Fahrzeug                | Teamkollege       | Teamkollege              | Platzierung             | Ausfallgrund |
| ---- | ------------------------ | ----------------------- | ----------------- | ------------------------ | ----------------------- | ------------ |
| 2001 | Freisinger Motorsport    | Porsche 996 GT3 RS      | Gunnar Jeannette  | Philippe Haezebrouck     | Rang 7                  |              |
| 2002 | Freisinger Motorsport    | Porsche 996 GT3 RS      | Sascha Maassen    | Jörg Bergmeister         | Rang 17                 |              |
| 2003 | Team Nasamax             | Reynard 01Q             | Robbie Stirling   | Werner Lupberger         | Ausfall                 | Feuer        |
| 2004 | Freisinger Motorsport    | Porsche 996 GT3 RSR     | Stéphane Ortelli  | Ralf Kelleners           | Rang 13                 |              |
| 2005 | IMSA Performance         | Porsche 996 GT3 RSR     | Raymond Narac     | Sébastien Dumez          | Rang 15                 |              |
| 2006 | IMSA Performance Matmut  | Porsche 996 GT3 RSR     | Raymond Narac     | Luca Riccitelli          | Ausfall                 | Motorschaden |
| 2007 | Pescarolo Sport          | Pescarolo 01            | Emmanuel Collard  | Jean-Christophe Boullion | Rang 3                  |              |
| 2008 | Pescarolo Sport          | Pescarolo 01            | Emmanuel Collard  | Jean-Christophe Boullion | Ausfall                 | Motorschaden |
| 2009 | Audi Sport Team Joest    | Audi R15 TDI            | Timo Bernhard     | Alexandre Prémat         | Rang 17                 |              |
| 2010 | Audi Sport North America | Audi R15 TDI            | Timo Bernhard     | Mike Rockenfeller        | Gesamtsieg              |              |
| 2011 | Audi Sport Team Joest    | Audi R18                | Timo Bernhard     | Mike Rockenfeller        | Ausfall                 | Unfall       |
| 2012 | Audi Sport Team Joest    | Audi R18 ultra          | Marc Gené         | Loïc Duval               | Rang 5                  |              |
| 2013 | Porsche AG Team Manthey  | Porsche 911 RSR         | Richard Lietz     | Marc Lieb                | Rang 15 und Klassensieg |              |
| 2014 | Porsche Team             | Porsche 919 Hybrid      | Neel Jani         | Marc Lieb                | Rang 11                 |              |
| 2015 | Porsche Team             | Porsche 919 Hybrid      | Neel Jani         | Marc Lieb                | Rang 5                  |              |
| 2016 | Porsche Team             | Porsche 919 Hybrid      | Neel Jani         | Marc Lieb                | Gesamtsieg              |              |
| 2017 | Signatech Alpine Matmut  | Alpine A470             | Gustavo Menezes   | Matthew Rao              | Rang 10                 |              |
| 2018 | Porsche GT Team          | Porsche 991 RSR GTE     | Timo Bernhard     | Sven Müller              | Ausfall                 | Chassisbruch |
| 2019 | Duqueine Engineering     | Oreca 07                | Nicolas Jamin     | Pierre Ragues            | Rang 12                 |              |
| 2020 | Rebellion Racing         | Rebellion R13           | Nathanaël Berthon | Louis Delétraz           | Rang 4                  |              |
| 2021 | Glickenhaus Racing       | Glickenhaus SCG 007 LMH | Richard Westbrook | Ryan Briscoe             | Rang 5                  |              |
| 2022 | Glickenhaus Racing       | Glickenhaus SCG 007 LMH | Olivier Pla       | Luís Felipe Derani       | Rang 4                  |              |
| 2023 | Glickenhaus Racing       | Glickenhaus SCG 007 LMH | Olivier Pla       | Ryan Briscoe             | Rang 6                  |              |

### Sebring-Ergebnisse
| Jahr | Team                       | Fahrzeug            | Teamkollege       | Teamkollege     | Platzierung | Ausfallgrund |
| ---- | -------------------------- | ------------------- | ----------------- | --------------- | ----------- | ------------ |
| 2002 | Freisinger Motorsport      | Porsche 911 GT3-RS  | Ni Amorim         | Hans Fertl      | Ausfall     | Wagenbrand   |
| 2003 | Team Nasamax               | Reynard 01Q         | Bryan Herta       | Robbie Stirling | Ausfall     | Motorschaden |
| 2004 | Alex Job Racing            | Porsche 911 GT3-RSR | Lucas Luhr        | Marc Lieb       | Rang 10     |              |
| 2005 | Alex Job Racing            | Porsche 996 GT3-RSR | Sascha Maassen    | Timo Bernhard   | Ausfall     | Motorschaden |
| 2006 | Penske Motorsports         | Porsche RS Spyder   | Patrick Long      | Timo Bernhard   | Ausfall     | Mechanik     |
| 2007 | Penske Racing              | Porsche RS Spyder   | Hélio Castroneves | Timo Bernhard   | Rang 5      |              |
| 2008 | Penske Racing              | Porsche RS Spyder   | Emmanuel Collard  | Timo Bernhard   | Gesamtsieg  |              |
| 2011 | Audi Sport Team Joest      | Audi R15 TDI        | Mike Rockenfeller | Timo Bernhard   | Rang 5      |              |
| 2012 | Audi Sport Team Joest      | Audi R18 TDI        | Loïc Duval        | Timo Bernhard   | Rang 2      |              |
| 2013 | Muscle Milk Pickett Racing | HPD ARX-03c         | Lucas Luhr        | Klaus Graf      | Rang 4      |              |
| 2018 | Core Autosport             | Oreca 07            | Colin Braun       | Jon Bennett     | Rang 4      |              |
| 2019 | Core Autosport             | Nissan DPi          | Colin Braun       | Jon Bennett     | Rang 5      |              |

### Einzelergebnisse in der FIA-Langstrecken-Weltmeisterschaft
| Saison  | Team                         | Rennwagen                    | 1   | 2   | 3   | 4   | 5   | 6   | 7   | 8   | 9   |
| ------- | ---------------------------- | ---------------------------- | --- | --- | --- | --- | --- | --- | --- | --- | --- |
| 2012    | Audi Team Joest              | Audi R18                     | SEB | SPA | LEM | SIL | SAO | BAH | FUJ | SHA |     |
| 2012    | Audi Team Joest              | Audi R18                     | 2   | 1   | 5   |     |     |     |     |     |     |
| 2013    | Porsche Team Manthey         | Porsche 911 RSR              | SIL | SPA | LEM | SAO | AUS | FUJ | SHA | BAH |     |
| 2013    | Porsche Team Manthey         | Porsche 911 RSR              | 17  | 19  | 15  |     |     |     |     |     |     |
| 2014    | Porsche                      | Porsche 919 Hybrid           | SIL | SPA | LEM | AUS | FUJ | SHA | BAH | SAO |     |
| 2014    | Porsche                      | Porsche 919 Hybrid           | DNF | 4   | 11  | 4   | 4   | 3   | 2   | 1   |     |
| 2015    | Porsche                      | Porsche 919 Hybrid           | SIL | SPA | LEM | NÜR | AUS | FUJ | SHA | BAH |     |
| 2015    | Porsche                      | Porsche 919 Hybrid           | 2   | 2   | 5   | 2   | 12  | 2   | 2   | 1   |     |
| 2016    | Porsche                      | Porsche 919 Hybrid           | SIL | SPA | LEM | NÜR | MEX | AUS | FUJ | SHA | BAH |
| 2016    | Porsche                      | Porsche 919 Hybrid           | 1   | 2   | 1   | 4   | 4   | 4   | 5   | 4   | 6   |
| 2017    | Signatech Alpine             | Alpine A470                  | SIL | SPA | LEM | NÜR | MEX | AUS | FUJ | SHA | BAH |
| 2017    | Signatech Alpine             | Alpine A470                  |     | 11  | 10  |     |     |     |     |     |     |
| 2018/19 | Porsche Duqueine Engineering | Porsche 991 RSR GTE Oreca 07 | SPA | LEM | SIL | FUJ | SHA | SEB | SPA | LEM |     |
| 2018/19 | Porsche Duqueine Engineering | Porsche 991 RSR GTE Oreca 07 |     | DNF |     |     |     |     |     | 12  |     |
| 2019/20 | Rebellion Racing             | Rebellion R13                | SIL | FUJ | SHA | BAH | AUS | SPA | LEM | BAH |     |
| 2019/20 | Rebellion Racing             | Rebellion R13                |     |     |     | 4   |     |     |     |     |     |
| 2021    | Glickenhaus Racing           | Glickenhaus 007 LMH          | SPA | POR | MON | LEM | BAH | BAH |     |     |     |
| 2021    | Glickenhaus Racing           | Glickenhaus 007 LMH          |     | 30  | 4   | 5   |     |     |     |     |     |
| 2022    | Glickenhaus Racing           | Glickenhaus 007 LMH          | SEB | SPA | LEM | MON | FUJ | BAH |     |     |     |
| 2022    | Glickenhaus Racing           | Glickenhaus 007 LMH          | 3   | 9   | 4   | DNF |     |     |     |     |     |
| 2023    | Glickenhaus Racing           | Glickenhaus 007 LMH          | SEB | POR | SPA | LEM | MON | FUJ | BAH |     |     |
| 2023    | Glickenhaus Racing           | Glickenhaus 007 LMH          | DNF | 8   | 13  | 6   | 8   |     |     |     |     |